# 4499 Davidallen
4499 Davidallen eller 1989 AO3 är en asteroid i huvudbältet som upptäcktes den 4 januari 1989 av den australiensiske astronomen Robert H. McNaught vid Siding Spring-observatoriet. Den är uppkallad efter den brittiske astronomen David A. Allen.
Asteroiden har en diameter på ungefär 15 kilometer.